# Lepidozona clarionensis
Lepidozona clarionensis is een keverslakkensoort uit de familie van de Ischnochitonidae. De wetenschappelijke naam van de soort is voor het eerst geldig gepubliceerd in 1983 door Ferreira.